# Monclar-sur-Losse
 Monclar-sur-Losse  là một xã thuộc tỉnh Gers trong vùng Occitanie tây nam nước Pháp. Xã này có độ cao trung bình 169 mét trên mực nước biển.